# Department of Transport and Main Roads
Das Department of Transport and Main Roads ist eine Behörde der Regierung von Queensland in Australien. Sie ist für das Straßennetz Queenslands mit einer Gesamtlänge von über 33.000 km und 6.500 Brücken sowie Schifffahrtswege und den Eisenbahnverkehr zuständig.
Das Department wurde im April 2009 gegründet als die früheren Behörden Queensland Transport und das Department of Main Roads zusammengelegt wurden. Es sind über 10.000 Menschen bei der Behörde beschäftigt. Sie arbeitet eng mit Queensland Rail, den Hafenbehörden, Translink und anderen regionalen, wie auch bundesstaatlichen Behörden, aber auch der Industrie und Gemeinden zusammen.
Das Department ist in fünf Bereiche gegliedert: Strategie und Planung, Investition- und Programmentwicklung, Verkehrssicherheit, Betrieb und Industriekooperationen. Maritime Safety Queensland ist ein Bereich der Behörde der für die Wasserwege von Queensland verantwortlich ist.